# Monterosso Grana
Monterosso Grana (piemontiul: Montross, okcitánul: Bourgat) település Olaszországban, Piemont régióban, Cuneo megyében. Lakosainak száma 517 fő (2023. január 1.). Monterosso Grana Castelmagno, Demonte, Dronero, Montemale di Cuneo, Pradleves, Rittana, Valgrana és Valloriate községekkel határos.

## Népesség
A település lakossága az elmúlt években az alábbi módon változott:
| Lakosok száma | 509  | 527  | 517  |
|               | 2017 | 2018 | 2023 |